# 카바 그룹
카바 그룹 (KABA Holding AG) 은 스위스 룀랑 (Rümlang)에 본사를 두고 전 세계 60여개국에 현지 사업장을 운영하는 다국적 보안장비 제조업체이다. 주요 생산품은 열쇠 및 잠금장치, 금고설비, 자동문 및 회전문 (스크린도어), 출입통제시스템, 호텔 및 주거용 락 등이다. 1995년에 스위스 증권거래소에 상장되었다.

## 역사

### 초기
카바 그룹은 1862년 스위스 취리히에서 프란츠 바우어 (Franz Bauer)가 설립한 열쇠 공방에서 비롯되었다. 바우어의 공방은 1915년 레오 보드머 (Leo Bodmer)에게 매각되고, 이때 회사 이름을 바우어 주식회사(Bauer AG)로 변경하였다.

### 발전기
제1차 세계 대전이 발발하고, 유럽 전체가 전쟁에 휘말렸을때, 전쟁을 피해 중립국인 스위스로 유럽의 자금이 유입되고, 이 시기 스위스의 은행산업이 크게 발전하게 되었다. 바우어 주식회사의 은행 금고 설비도 이 때 많은 스위스 은행에 설치되면서 견고함과 안전함이 입증되고 회사는 크게 발전하게 된다.
1934년 바우어 주식회사의 개발자인 프리츠 쇼리 (Fritz Schori)는 세계 최초의 양면 딤플 열쇠를 개발하였다. 이는 현재 널리 사용되는 열쇠 양면에 원형의 홈이 파여진 것으로 열쇠를 뒤집어 꽂아도 열릴 수 있도록 설계된 당시로서는 획기적인 발명이었다. 이 양면 딤플 열쇠의 특허를 등록하기 위하여 바우어 주식회사는 소비자에게 널리 알려진 "바우어 금고"라는 뜻의 독일어 "KassenBauer"의 약칭인 KABA (카바)를 제품명으로 등록하고 이는 후에 브랜드명과 회사명으로 정착된다.

### 주식시장 상장과 세계화
바우어 주식회사는 유럽시장을 중심으로 꾸준히 성장하였고, 관련 업체와의 합병을 통해 규모를 키워나갔다. 1995년 회사는 스위스 증권거래소에 상장하였는데, 이 때 회사명을 바우어 주식회사에서 카바 그룹(KABA Holding AG)로 바꾸었다. 2001년 미주 시장 진출을 위하여 캐나다의 Unican과 합병하고 시장을 유럽 뿐 아니라 미주, 아시아권으로 확대하게 된다.

### KABA의 성취
KABA는 현재 스웨덴의 Assa-Abloy(아사-아블로이), 미국의 Ingersoll-Rand(잉거솔란드)와 함께 세계 보안장비시장의 3대 업체이며 Alstom(알스톰), Seimens(지멘스), Sinova(시노바), Landis+gyr(랜디스기어) 등의 업체와 함께 스위스 5대 전자기술기업이다.
또한 열쇠 및 열쇠 가공기기류 및 금고 잠금장치 분야의 세계 1위, 자동문, 회전문, 스크린도어등 물리적 통제설비 및 잠금장치 분야의 세계 2위, 호텔 락 시스템 (lodging system)의 세계 3위 업체이며 유럽시장 1위의 출입통제 시스템 생산업체이다.

## 브랜드
카바 그룹은 2006년부터 단일 브랜드 정책을 운영하고 있다. 이는 세계 60여개국에서 KABA브랜드 만으로 강력한 고객 신뢰를 형성하기 위함이며 실질적으로 세계 어느 곳에서도 KABA의 제품은 동일한 품질과 서비스를 받을 수 있다는 것을 의미한다. 이러한 브랜드 정책의 결과로 2012년 인터브랜드의 브랜드 가치 평가액은 160,000,000 스위스프랑으로 현재 스위스에서 가장 가치있는 브랜드 중 하나이다.
- KABA - 열쇠 및 잠금장치, 금고 시스템 및 잠금장치, 자동문 및 회전문, 호텔 및 가정용 락 시스템, 출입통제 시스템 등의 단일 브랜드

KABA 브랜드 외의 전문가 및 특수시장을 위한 브랜드는 다음과 같다.
- ILCO - 미국 시장을 중심으로 한 자동차용 트랜스폰더 열쇠, 열쇠 절삭 기기류, 기타 열쇠 자재의 전문가 대상의 브랜드
- SILCA - 유럽 시장을 중심으로 한 자동차용 트랜스폰더 열쇠, 열쇠 절삭 기기류, 기타 열쇠 자재의 전문가 대상의 브랜드
- WAH Yuet - 중국, 아시아 시장을 중심으로 한 열쇠 및 자물쇠 브랜드

## 주요 제품
- KABA 8 - 세계 최초의 양면 딤플 열쇠, 제조 가능한 패턴 579만개[3]
- KABA 20 - 4열 20핀 딤플 열쇠, 제조 가능한 패턴 7,260억개[4]
- KABA STAR - 5~8열 26포지션 딤플 열쇠, 제조 가능한 패턴 12.2경 (122,000,000,000,000,000)개[5]
- KABA TouchGo - RCID 기술이 적용된 스마트 트랜스폰더 키를 이용한 잠금장치 시스템[6]
- KABA E-Flash - 디지털 도어록 제품군

## 주요 고객
아코르 그룹 호텔(Accor Group Hotels), 에어버스(Airbus), 알리바바 그룹(Alibaba Group), 암스테르담 아레나(Amsterdam Arena), 호주 외교통상부(Australia Government - Department Foreign Affairs and Trade), 베이징올림픽 주경기장(Bejing National Stadium (Bird’s nest)), BMW, 보잉(Boeing), 봄바르디어(Bombardier), 브리티시텔레콤(British Telecom), 싱가폴 창이 공항(Changi Airport Singapore), 코카콜라(CocaCola), 도이치방크(Deutsche Bank), DHL, 제네럴다이내믹스(General Dynamics), 히타치(Hitachi), 베트남 호치민 공항(Ho Chi Minh City Airport Vietnam), 홍콩공항공사(Hong Kong Airport Authority),포시즌스호텔(Hotel Four Seasons), 리츠칼튼호텔(Hotel Ritz-Carlton), HSBC, 이케아(IKEA), 루프트한자항공(Lufthansa), 맨체스터공항(Manchester Airport), 매리어트호텔(Marriott Hotels), 마드리드 지하철(Metro de Madrid), 뮌헨국제공항(Munich Airport), 호주은행(National Australia Bank), 베를린올림픽스타디움(Olympiastadion Berlin), 파리 샤를드골공항(Paris Charles de Gaulle Airport), 러시아중앙은행(Russian Central Bank), 스위스 은행(Schweizer Nationalbank), 세콤(SECOM), 소니 컴퓨터 엔터테인먼트(Sony Computer Entertainment Inc), 에펠탑(Tour Eiffel), 토요타(Toyota), 유비에스은행(UBS), 취리히 대학교(Universität Zürich), 폭스바겐(Volkswagen), 월마트(Walmart), 취리히 국제공항(Zurich Airport) 등

## 인쇄물
KABA는 최신 보안기술과 자사의 신상품 정보 및 주요 고객의 제품 적용 사례 등을 수록한 "Security Update"라는 사외보를 발행하고 있으며 인쇄물 및 PDF 화일로 서비스하고 있다.

## 대한민국과의 관계
- KABA는 대한민국 내에 현지 법인을 운영하지 않고 있으나 전문가용 제품인 Silca / Ilco 브랜드의 제품은 수입되고 있다.
- KABA는 디지털 도어록 E-Flash 제품군을 대한민국 기술진과 공동 개발해 세계 시장에 판매하고 있다.[8]